# Pier Francesco Mola

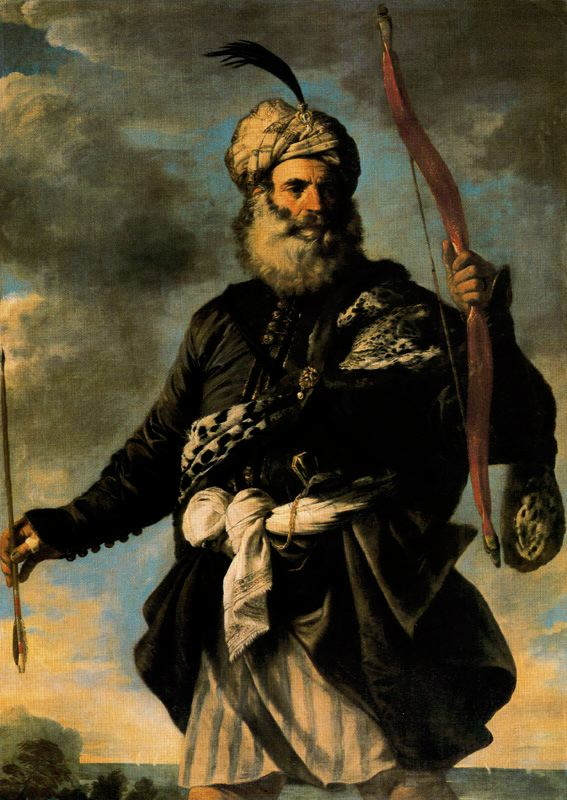
Kalóz

Pier Francesco Mola (ragadványnevén a Ticinói, olaszul Il ticinese) (Coldrerio, Ticino kanton, Svájc, 1612. február 9. – Róma, pápai állam, 1666. május 16.) svájci születésű olasz festő, grafikus. Az itáliai barokk festészetet megújító velencei és bolognai festők hatása alatt az 1650-es évek Rómájának egyik meghatározó festőművésze volt.

## Élete
Mola Svájc déli határvidékén, Ticino egyik kisvárosában, Coldrerióban született. Apja a francia származású, nem különösebbképpen tehetséges festő, Giovanni Battista Mola volt. A fiú négyéves korában, 1616-ban családja Rómába költözött, s a kis Pier Francesco itt vette az első festészeti órákat a manierista Cavalièr d’Arpino és Pietro Orsi műtermében. Az elkövetkező években a Mola család előbb Bolognába, majd Milánóba és Velencébe költözött. Bolognában Francesco Albani vette védőszárnyai alá Molát (már apja is nála tanult). Az 1630-as évek első felében megszülettek Mola első festményei, elkezdődött művészi pályafutása. 1633 és 1641 közötti életrajza töredékes, csak annyit tudni, hogy Észak-Itália különböző városaiban élt. 1637-ben minden bizonnyal Luccában tartózkodott, mert itt ismerkedett meg Pietro Testával. 1641-ben rövid látogatást tett Rómában, majd szülővárosában, Coldrerióban telepedett le, és ott élt hat éven keresztül.
1647-ben ismét Rómába utazott, és a számára hírnévvel és anyagi gyarapodással kecsegtető megbízások reményében végleg le is telepedett a városban. Molának nem kellett csalódnia, ettől az évtől kezdve folyamatosan dolgozhatott, hogy a felkéréseknek eleget tegyen. Előbb a Palazzo Costaguti mennyezetképén (Bacchus és Ariadne / Bacco e Arianna, 1647–1648), később az Il Gesù egyik kápolnájának freskóin (Szent Péter a börtönben megkereszteli a centuriót / San Pietro che battezza il centurione in prigione és Szent Pál megtérése / Conversione di San Paolo, 1649–1651), majd a San Carlo al Corso templom oltárképén (1652) dolgozott. Ezt követően négy évig, 1653 és 1657 között az ugyancsak római Szent Márk-székesegyház freskóit festette, majd VII. Sándor pápa megbízásából a Palazzo del Quirinale egyik termének freskóját készítette el (József felismeri testvéreit / Giuseppe riconosciuto dai fratelli, 1657).
1658-ban Mola a nagy hatalmú, Rómának pápát is adó Pamphili család ura, Camillo Pamphili szolgálatába szegődött, és annak valmontonei rezidenciájának freskóin dolgozott (a palota ma ismert neve: Palazzo Doria-Pamphili). Miután 1659-ben heves nézeteltérésre és kenyértörésre került a sor Mola és Pamphili között, itt készült falfestményeit megsemmisítették, és Molától Mattia Preti, valamint Francesco Cozza vette át a munkát. Körülbelül ugyanebben az időben vette maga mellé segédnek a későbbi festőművész-szobrász Antonio Gherardit.
Mola ezt követően az életéből hátra lévő éveket viszonylagos visszavonultságban a zsáner- (Homérosz megszólaltatja a csellót / Omero che suona il violoncello, 1660 körül, Galleria Corsini, Róma) és a tájképfestészetnek szentelte. 1666-ban, ötvennégy éves korában halt meg.

## Életműve
Mola művészetére már a korai években, 1630-as évekbeli vándorlásai során a velencei Leandro Bassano és a bolognai Giovanni Francesco Barbieri (ragadványnevén Guercino) festészete hatott a legerőteljesebben. Előbbinek könnyed ecsetkezelése és színvilága, utóbbinak plaszticitása nyűgözte le az ifjú Molát, aki később – immár római festőként – e hatások és benyomások alapján, illetve ötvözésével alakította ki saját stílusát. Az 1650-es években visszanyúlt az érett reneszánszig, ekkor készült freskóin ugyanis már Raffaello, Michelangelo és Tiziano hatása is felfedezhető.
Témaválasztását a megbízók kívánalmai szabták meg, az 1660-as évekig többnyire templomok, paloták falaira készített mitologikus-vallásos freskókat, de ritkán világi témájú zsánerképekkel is jelentkezett (például Egy barbár kalóz portréja / Un pirata barbaresco, 1650, Louvre, Párizs). Az 1660-as években zsáner- és tájképeket egyaránt készített, ez utóbbi művei a Rómában is alkotó francia festők, Nicolas Poussin, Claude Lorrain és Gaspard Dughet hatását is mutatják (Dughet-vel egyébként korábban együtt dolgozott Milánóban, majd Valmontonéban is). A vallásos tematikáról sem feledkezett el, s miután nem sürgették többé a megrendelők kitűzte határidők, egy-egy témáról gyakran több változatot is festett, és több vázlat eredményeként született meg a végleges mű (Szent Brúnó látomásai / Visione di San Bruno, 1663–1666, Louvre, Párizs).
Mola fennmaradt rajzai, karikatúrái szintén jelentősek.